# Niels Kristian Nielsen
Niels Kristian Nielsen (Ubby, 1897. január 10. – Slagelse, 1972. április 12.) olimpiai ezüstérmes dán tornász.
Az 1920. évi nyári olimpiai játékokon indult tornában és a svéd rendszerű csapat összetettben ezüstérmes lett.
Klubcsapata a DDS&G's Hold volt.